# Тринитаполи
Тринита́поли (итал. Trinitapoli) — город с населением 14 293 человек расположен в провинции Барлетта-Андрия-Трани, в регионе Апулия, Италия. Это самая северная коммуна провинции, расположенная в болотистых низинах между рекой Офанто и лагуной Маргерита, примерно в 15 километрах от Барлетты и в 25 — от Андрии.
Покровителями коммуны почитаются святой архангел Михаил, святой первомученик Стефан и Пресвятая Богородица (Maria Santissima di Loreto), празднование 15 августа, 10 и 26 декабря.

## История
Тринитаполи относительно молодой город. Он был основан около 1600 года пастухами из Абруццо, которые перегоняли в эти края на зиму свои стада, так как в прошлом окрестности Тринитаполи были болотистые и славились тучными пастбищами даже зимой. Пастухи селились в хижинах из соломы (итал. Casale di Paglia), откуда пошло одно из самоназваний — касалини. Позднее, с расширением посёлка, были построены две церкви: Св. Иосифа и Св. Анны, вокруг которых сформировался город.

## Демография
Динамика населения: